# Maassenia
Maassenia là một chi bướm đêm thuộc họ Sphingidae.

## Các loài
- Maassenia distincta - Gehlen 1934
- Maassenia heydeni - (Saalmuller 1884)